# Șirna
Șirna – wieś w Rumunii, w okręgu Prahova, w gminie Șirna. W 2011 roku liczyła 771 mieszkańców.